# Аптечка бортовая АБ

## Аптечка бортовая АБ
Предназначена для оказания первой помощи в порядке само- и взаимопомощи членами летного экипажа и пассажирами воздушного судна. Введены на снабжение Пр. МО СССР № 018 от 1973 г.
Описи аптечек АБ-50 и АБ-100 были изменены в Пр. МО № 30 от 2002 г.
Изменения в описи АБ-1 и АБ-3 не вносились, из-за чего в них встречаются наименования препаратов, ныне не производящихся фармацевтической промышленностью. Эти препараты разрешено заменять на современные аналоги.
Различают следующие виды аптечек бортовых:
- АБ-1 — аптечка бортовая летательных аппаратов на одного человека.
- АБ-3 — аптечка бортовая летательных аппаратов на трех человек.
- АБ-50 — аптечка бортовая летательных средств на 50 пассажиров в салоне.
- АБ-100 — аптечка бортовая летательных средств на 100 пассажиров в салоне.

## Комплектация аптечек бортовых

### АБ-1
1. Раствор аммиака 10 %, 1 мл в амп. с оплеткой — 1 амп.
2. Раствор йода спиртовой 5 %, 1 мл в амп. с оплеткой — 3 амп.
3. Фенамин 0,01, 10 табл. в упаковке (наркотический препарат) — 1уп.
4. Бинт марлевый шириной 7 см, длиной 5 м, стерильный — 2шт.
5. Булавка безопасная — 2шт.
6. Пакет перевязочный индивидуальный — 1шт.

### АБ-3
1. Амидопирин 0,25, 6 табл. в упаковке — 1уп.
2. Кофеин-бензоат натрия 0,1, 6 табл. в конверте — 1уп.
3. Левомицетин 0,5, 10 табл. в упаковке — 1уп.
4. Натрия гидрокарбонат 0,25, термопсис 0,001, 6 табл. в упаковке — 1уп.
5. Пантоцид, 20 табл. в трубке — 1уп.
6. Раствор аммиака 10 %, 1 мл в амп. с оплеткой — 5амп.
7. Раствор йода спиртовой 5 %, 1 мл в амп. с оплеткой — 5амп.
8. Сульфапиридазин 0,5, 10 табл. в упаковке — 1уп.
9. Хлортетрациклина гидрохлорид 100 тыс. ЕД, 10 табл. в упаковке — 1уп.
10. Фенамин 0,01, 10 табл. в упаковке (наркотический препарат) — 1уп.
11. Этаперазин 0,004, 5 табл. в пенале — 1уп.
12. Бинт марлевый шириной 7 см, длиной 5 м, стерильный — 3шт.
13. Булавка безопасная — 4шт.
14. Косынка медицинская для повязок — 1шт.
15. Пакет перевязочный универсальный или индивидуальный — 5шт.
16. Жгут кровоостанавливающий резиновый ленточный — 1шт.

### АБ-50
1. Валидол 0,06 в таблетке, 10 штук в упаковке — 1уп.
2. Димедрол 0,05 в таблетке, 10 штук в упаковке — 2уп.
3. Йода 5 % спиртовой раствор по 1 мл в ампуле с оплеткой — 10амп.
4. Калия перманганат — 5г.
5. Натрия гидрокарбонат — 0,1 кг.
6. Нафтизина 0,1 % раствор по 10 мл во флаконе — 1фл.
7. Уголь активированный 0,25 в таблетке, 10 штук в упаковке — 1фл.
8. Фенилсалицилат 0,3, красавки экстракт 0,01 в таблетке, 6 штук в упаковке — 1уп.
9. Бинт марлевый медицинский стерильный, размер 5 м*7 см — 2шт.
10. Вата медицинская гигроскопическая стерильная по 100 г в пачке — 1уп.
11. Лейкопластырь, размер 5 мх5 см — 1шт.
12. Лейкопластырь бактерицидный, размер 6х10 см — 1шт.
13. Салфетки марлевые медицинские стерильные, размер 16x14 см, в пачке 20 шт. (малые) — 1уп.
14. Жгут кровоостанавливающий резиновый — 1шт.

### АБ-100
1. Аммиака 10 % раствор по 1 мл в ампуле с оплеткой — 10амп.
2. Анальгина 50 % раствор для инъекций по 2 мл в ампуле — 10амп.
3. Валидол 0,06 в таблетке, 10 штук в упаковке — 2уп.
4. Димедрол 0,05 в таблетке, 10 штук в упаковке — 3уп.
5. Йода 5 % спиртовой раствор по 1 мл в ампуле с оплеткой — 10амп.
6. Калия перманганат — 5г.
7. Корвалол, 25 мл во флаконе — 1фл.
8. Кордиамин, 25 мл во флаконе — 1фл.
9. Натрия гидрокарбонат — 0,1 кг.
10. Нафтизина 0,1 % раствор по 10 мл во флаконе — 1фл.
11. Спирт этиловый — 0,1 кг.
12. Уголь активированный 0,25 в таблетке, 10 штук в упаковке — 2уп.
13. Фенилсалицилат 0,3, красавки экстракт 0,01 в таблетке, 6 штук в упаковке — 1уп.
14. Бинт марлевый медицинский стерильный, размер 5 м*7 см — 2шт.
15. Вата медицинская гигроскопическая стерильная по 100 г в пачке — 1уп.
16. Лейкопластырь, размер 5 мх5 см — 1шт.
17. Лейкопластырь бактерицидный, размер 6х10 см — 2шт.
18. Салфетки марлевые медицинские стерильные, размер 16x14 см, в пачке 20 шт. (малые) — 1уп.
19. Шприц медицинский разового пользования из полистирола вместимостью 2 мл (с иглой) — 20шт.
20. Жгут кровоостанавливающий резиновый — 1шт.
21. Пинцет пластинчатый хирургический общего назначения длиной 150 мм — 1шт.
22. Ножницы тупоконечные прямые длиной 170 мм — 1шт.